# عبد الله أحمد ناس
عبد الله أحمد ناس (ولد في 1936 في المحرق، البحرين - توفي في 28 يوليو 2013 في المحرق، البحرين) رجل أعمال بحريني. يعتبر صاحب أول شركة عائلية بحرينية تتحول إلى المساهمة العامة وذلك في سنة 2005.

## النشأة والتعليم
وُلد ناس في العام 1936 في المحرق شمال شرق البحرين.
درس في صغره عند المطاوعة (دراسة القرآن الكريم) ثم التحق بمدرسة الهداية الخليفية في المحرق ثم درس في المدرسة الصناعية بالمنامة (قسم الميكانيكا) وتخرج منها في العام 1950 وعمل أثناء دراسته الصناعية في ورشة لإصلاح السيارات.

## المسيرة المهنية
عمل بعدها لفترة وجيزة في مختبر شركة نفط البحرين (بابكو).
توجه بعدها إلى السعودية وعمل في مجال المقاولات مع رجل أعمال سعودي ثم دخل كشريك معه وبعدها أسس عمله الخاص. عمل في السعودية لمدة 12 عام وحقق فيها النجاحات في مجال عمله بقطاع المقاولات وفي العام 1962 عاد إلى وطنه البحرين.
أسس بعدها مؤسسة عبد الله أحمد ناس للمقاولات وتوسعت المؤسسة لتصبح مجموعة شركات وضمت نشاطات مختلفة. توسعت الشركة بعدها بإنشاء المصانع مثل مصنع غسل الرمل في العام 1977 والخرسانة الجاهزة وناس للخدمات الصناعية في العام 1978 وشركة تأجير الرافعات والسقلات (ناس سافكوم) وشركة ناس للأغذية في العام 1986 وشركة ناس التجارية في العام 1986 ومصنع ناس للثلج وغيرها من الشركات. كلل ناس قصة النجاح بتحويل مجموعة من الأنشطة إلى شركة مساهمة عامة طرحت للاكتتاب العام في 2005 لتكون أول شركة عائلية بحرينية تتحول إلى المساهمة العامة وتدرج في بورصة البحرين بعد أن لاقت أسهم الشركة إقبال كبير. شكل نجاح تحول شركة ناس إلى المساهمة العامة قصة نجاح بارزة في الشركات البحرينية بعد أن استقطبت 12 ألف مساهم وأدارت أعمال بعشرات الملايين من الدنانير ووظفت آلاف العمال والموظفين. ساهم في تطوير قطاع المقاولات في البحرين وعمل في الكثير من المشاريع الإنشائية الضخمة بمختلف المجالات التي ساهمت في تطوير البنية التحتية والاقتصادية.
عُرف عن ناس حبه إلى المبادرة إلى عمل الخير والتبرع للصناديق والمؤسسات الخيرية إلى جانب توظيف البحرينيين.

## الحياة الشخصية
متزوج وله تسعة من الأبناء. ابنه الأكبر سمير (نائب رئيس مجلس إدارة والعضو المنتدب لشركة ناس) وسامي وعادل وغازي وفوزي بالإضافة إلى ثلاث بنات منهن فريال وجميع أبنائه يتقلدون مناصب قيادية في شركات المجموعة وفقد نجله الأصغر أحمد (35 عام) في حادث مرور أليم في مايو 2013.

## الوفاة
توفي ناس يوم الأحد الموافق 28 يوليو 2013 عن عمر ناهز 77 عام بعد صراع مع المرض وبعد مشوار من العطاء والعمل التجاري الذي بدأه قبل أكثر من 50 عام. شيعه جموع من المواطنين والتجار في اليوم التالي إلى مثواه الأخير في مقبرة المحرق.